# Llengua blava
La llengua blava és una malaltia vírica que afecta els remugants no contagiosa als humans, pel que no és una zoonosi. Els vectors de propagació són els mosquits del gènere Culicoides. Oficialment és una malaltia animal de declaració obligatòria i es pot trobar en la llista A de l'OIE. Afecta principalment els ovins domèstics i amb menys freqüència als bovins, als caprins, als cérvols, als dromedaris i als antílops. Aquesta malaltia la causa el virus de la llengua blava (Bluetongue virus, BTV). És una malaltia difícil de controlar per la gran varietat de serotips i la seva epidemiologia. Provoca grans pèrdues econòmiques, ja que disminueix la producció i un cop es declara la malaltia en una explotació, es prohibeix l'exportació d'animals vius i del seu semen.
Aquest virus, originari d’Àfrica, es va detectar a finals de la dècada de 1950 al sud d’Espanya i Portugal. Més tard, en 1998, va entrar a Itàlia i França (per Còrsega). Aquests països combaten la malaltia mitjançant campanyes de vacunació, s'utilitzen vacunes atenuades i en el cas que es produeixi un brot de la malaltia, els animals no es tracten.

## Virus de la llengua blava (BTV)
La malaltia de la llengua blava és causada pel virus patogen de la llengua blava (BTV), del gènere Orbivirus, dintre la família Reoviridae. El BTV és un virus ARN bicatenari de forma icosaèdrica i amb un diàmetre aproximat de 70nm. El material genètic del virus està format per 10 segments d'ARN bicatenari protegits per una càpsida de doble capa. La capa externa de la càpsida és difusa i desestructurada i es perd fàcilment.
Quan la capa externa es perd, deixa exposada la capa interna, formada per 32 capsòmers en forma de pentàmer. A diferència de la majoria d'arbovirus, el BTV no té cap embolcall lipídic.
Actualment es coneixen 24 serotipus diferents d'aquest virus, determinats principalment per la proteïna VP2 de la càpsida. La capacitat infectiva varia considerablement segons quin sigui el serotipus.
S'han descrit fenòmens de protecció creuada entre les diferents soques.
El virió està format per 7 proteïnes estructurals (VP1-VP7), dues de les quals formen part de la capa externa de la càpsida (VP2 i VP5). Aquestes dues proteïnes de la capa externa de la càpsida participen en els processos d'unió i penetració del BTV a la cèl·lula. Quan el virus entra en contacte amb la cèl·lula VP2 activa l'endocitosi mediada per receptors i el virus penetra a la cèl·lula dintre d'un endosoma; el pH baix que hi ha a l'interior de l'endosoma produeix un canvi comformacional en la proteïna VP5, que provoca un trencament de la membrana de l'endosoma. La pèrdua de la càpsida produeix l'activació d'una partícula amb capacitat de transcripció formada per les proteïnes VP7, VP3, VP1, VP4 i VP6 juntament amb els fragments d'ARN bicatenari. Un cop la cèl·lula ha estat infectada, es produeixen tres proteïnes no estructurals (NS1-NS3) que estan involucrades en la replicació, assemblatge i morfogènesis del virus.

La partícula madura de BTV és relativament resistent, particularment en presència de proteïna. La capacitat infecciosa del BTV es perd fàcilment en un medi àcid (per sota de pH 6) o en un medi alcalí (per sobre de pH 8). El virus s'inactiva a 60 °C (durant 15 min). El virió de BTV pot es estable entre 20 i 4 °C, i per sota de -70 °C. Un cop liofilitzat, el virus és molt estable, i pot ser conservat gairebé indefinidament. Gràcies al fet que el seu ARN és bicatenari, el BTV és relativament resistent a la radiació gamma i ultraviolada.
El BTV és l’espècie tipus del gènere Orbivirus dins la família Reoviridae, una de les famílies més gran de virus i que inclou els principals patogens dels humans.

## Vectors
La malaltia de la llengua blava la causa un virus patogen, Bluetongue virus (BTV), que és transmès principalment per un dípter (Culicoides imicola) i altres espècies del gènere Culicoides. Les diferents espècies tenen una àmplia distribució geogràfica, les trobem als EUA, Amèrica central i del sud, en països mediterranis i alguns països d'Àsia i Oceania. Aquest dípter pot ser transportat per corrents d'aire permetent la colonització de noves àrees. Trobem tres espècies principals que actuen com a vectors a la UE: C. pulcaris, C. obsoletus que és més freqüent en zones de centre i nord de la UE i al nord d'Espanya i C. imicola que necessita unes temperatures més elevades i és el principal vector en l'àmbit espanyol.
Són les femelles les que actuen realment com a vectors, ja que els mascles són florícores. Les femelles adultes són hematòfagues, viuen en zones humides i la seva activitat és principalment nocturna. Ponen ous en zones humides i/o abundants en matèria orgànica, quan l'ou desclou s'inicia l'estat larvari que dura entre uns 6 i 12 mesos segons les condicions ambientals, i posteriorment es produeix la metamorfosi.
Les femelles actuen com a vector biològic de la malaltia. Quan una femella ingereix sang d'un animal infectat pel virus, aquest és capaç de replicar-se a les cèl·lules intestinals i passats 6-8 dies es transporta cap a les glàndules salivals, on es multiplica i pot ser transmès quan el culicoide torni a alimentar-se mentre el virus sigui infectiu (20-70 dies). El dípter queda infectat de per vida encara que no es produirà transmissió vertical en el vector.

## Epidemiologia

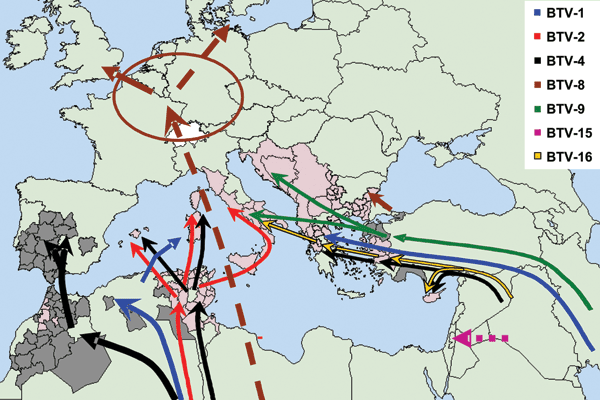
Epidemiologia molecular del virus de la llengua blava (BTV) a Europa des de 1998: rutes d’introducció de diferents serotips i soques de virus individuals.

El virus va ser observat i descrit per primer cop a Sud Àfrica. Es pensava que afectava només el continent africà, però en els últims 40 anys s'ha anat trobant evidències clíniques i serològiques del virus en molts països fora d’aquest continent.
Al principi es creia que el reservori d’aquesta malaltia es trobava només en els antílops salvatges d’Àfrica, però amb l'augment de les importacions de ramaderia intensiva africana durant els últims anys, la malaltia s'ha transmès als bovins i més tard a les ovelles d'arreu del món. Actualment la llengua blava té una distribució global, està present en aquelles regions on habita l’insecte vector (Culicoides): Àfrica, Àsia, Austràlia, Europa, Nord-amèrica i algunes illes dels tròpics i subtròpics.
BTV té un ampli ventall d'hostes: ovelles, vaques, cabres, cérvols, muflons i altres espècies de remugants. La infecció resultant pot ser des de fatal (cérvols i ovelles) fins a inaparent (en la majoria d'espècies).
En els països de la conca del Mediterrani la seva ocurrència és estacional; disminueix durant les estacions fredes, ja que la baixada de temperatures causa la mort dels vectors adults.
El vector original (Culicoides imicola) està present només al nord d'Àfrica i a la conca del Mediterrani, però la capacitat del Culicoides obsoletus i del Culicoides pulcaris per transmetre la malaltia, juntament amb l'augment de temperatures a causa del canvi climàtic, ha contribuït a l'extensió cap al nord de la malaltia de la llengua blava. En els últims anys la malaltia ha arribat als Països Baixos, Bèlgica, Alemanya, Regne Unit, Escandinava i Suïssa.
El període d’incubació és generalment de 5-10 dies i la principal via de transmissió de la malaltia és a través de vectors que s'infecten amb el virus en ingerir sang d’animals infectats, i inoculen de manera percutània el virus a altres animals. Els bovins tenen una taxa d'infecció més alta que els ovins, i tenen un paper important en la transmissió de la malaltia, ja que acostumen a no mostrar signes clínics i actuen com a portadors inaparents (només donen símptomes el 5-10% dels casos). Durant la fase virèmia també es pot transmetre el virus per via sexual i via placentària, però no es consideren un mecanisme de transmissió important.
En els ovins altament susceptibles, la morbiditat pot arribar fins al 100%. La mortalitat mitjana és d'entre 20% i 30%, però pot arribar al 70%.

## Símptomes

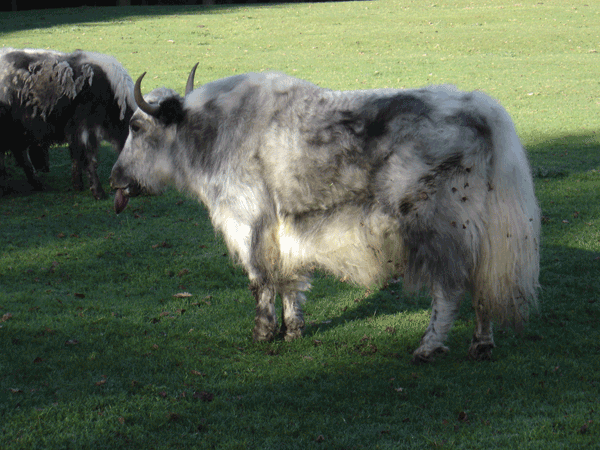
Un iac domèstic amb llengua blava.

La gravetat de la malaltia i els símptomes varien segons l'espècie de l'hoste i el serotipus del virus.

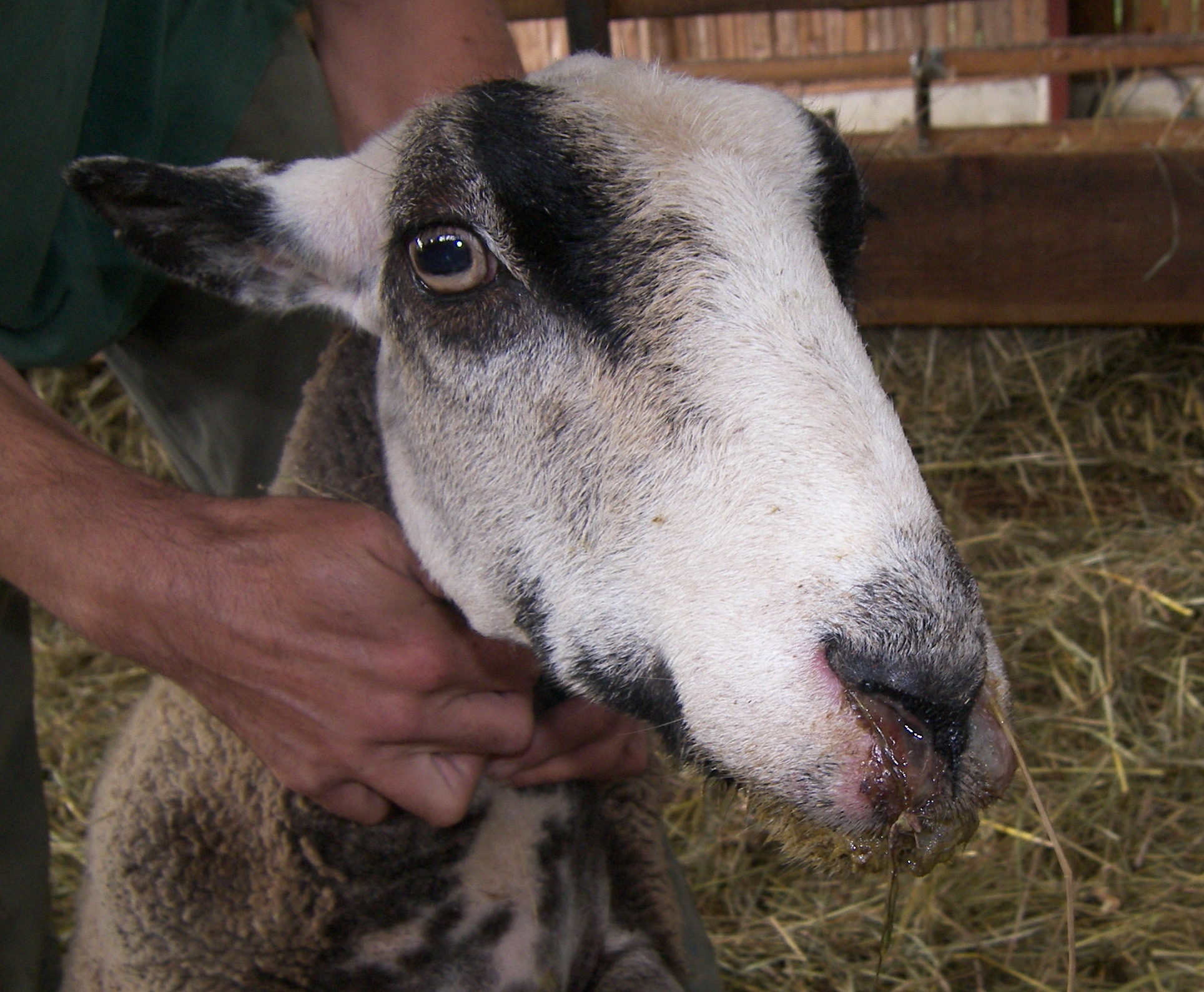
Ovella infectada.

Els ovins són altament susceptibles i la malaltia sovint acaba provocant la mort de l'animal. En els bovins, les cabres i els remugants silvestres la infecció normalment és asimptomàtica; el cérvol vermell és una excepció, en ells la malaltia pot ser tan aguda com en ovins.

Els principals símptomes de la malaltia de la llengua blava són:
- Febre alta
- Salivació excessiva,
- Edema de la llengua i la cara (de la zona facial)
- Cianosi
- Altres signes clínics variables són: 
  - Hemorràgies i ulceració del teixit oronasal
  - Descàrrega nasal elevada
  - Pèrdua de pes i debilitat
  - Diarrees i vòmits
  - Pneumònies, avortaments i interrupció del creixement de la llana en ovins

En alguns animals es pot donar inflamació de la banda coronària (part superior de la peülla) provocant coixesa en l'animal. La coixesa fa que l'animal canviï constantment els peus de posició, aquest comportament es coneix com a Malaltia del ball (The Dancing Disease).

## Prevenció
Per tal de fer una prevenció eficient es realitza una profilaxi tant sanitària com mèdica i s'intenta controlar el vector de la malaltia:
- Profilaxi sanitària: es basa a fer quarantena dels animals nouvinguts i fer proves serològiques de manera regular a les zones que estan lliures de la malaltia per controlar l'entrada de nous brots.
- Control del vector: és un procés molt costós i moltes vegades ineficaç degut a la resistència que presentes els vectors a alguns insecticides. S'ha de controlar sobretot la seva presència en els medis de transports i tenir en compte els cicles vitals dels vectors.
- Profilaxi mèdica: és possible la vacunació amb virus vius modificats, sempre que el serotipus del virus utilitzat sigui el mateix que causa la infecció del terreny.

A les zones a les quals ja ha arribat la infecció, el més important és actuar per controlar els vectors per tal que el virus no s'estengui més enllà.

## Vacuna
Les vacunes contra el virus de la llengua blava són les mesures més efectives per reduir l'impacte de la malaltia en zones infectades. Les vacunes que existeixen actualment contra el virus de la llengua blava són senzilles en comparació amb les que existeixen per altres malalties provocades pels arbovirus. Es basen a administrar l'antigen del virus per tal de donar immunitat a l'animal vacunat. Hi ha 2 tipus de vacunes: es troben les vacunes que contenen el virus atenuat de la llengua blava i les vacunes inactivades que protegeixen enfront de la malaltia.
Les vacunes atenuades són barates i protegeixen l'animal després de la seva inoculació prevenint la malaltia clínica (evita així les pèrdues al ramader). Existeix una vacuna per cada soca diferent del virus. Aquestes vacunes però, s'han relacionat amb efectes teratològics i amb ser una nova font de transmissió del virus (existeix la possibilitat de reversió de la virulència i els gens dels virus mutin per generar altres serotipus.). Tot i això els problemes més importants que donen les vacunes actuals són:
- Dificultat per distingir entre animals infectats i vacunats (DIVA), ja que tots presentaran anticossos contra el virus de la malaltia.
- El virus té 24 serotips diferents i la protecció de la vacuna actua enfront un serotip específic.

Per tal de solucionar aquests problemes s'està treballant amb noves vacunes que siguin més segures i que a més permetin fer una distinció entre els animals que estan infectats i els que estan vacunats:
- Vacunes basades en proteïnes: immunògens que imiten l'estructura del virus.
- Vacunes basades en poxvirus: utilitzar poxvirus per administrar gens que codifiquen proteïnes del virus de la llengua blava
- Vacunes DISC (Disabled infectious single cycle vaccines)